# Cogomella terrosa
La cogomella terrosa (Chlorophyllum olivieri), és una cogomella del grup de les cogomelles veres. Es caracteritza per l'envermelliment de la carn al tall i les grans esquames del barret de color bru oliva a bru grisenc, semblant al color del fons.

## Taxonomia
Descrita el 1886 com a Lepiota olivieri per Jean Baptiste Barla, que ja la diferencia de la cogomella esparracada (Chlorophyllum rhacodes). Else Vellingala combina al gènere Chlorophyllum.

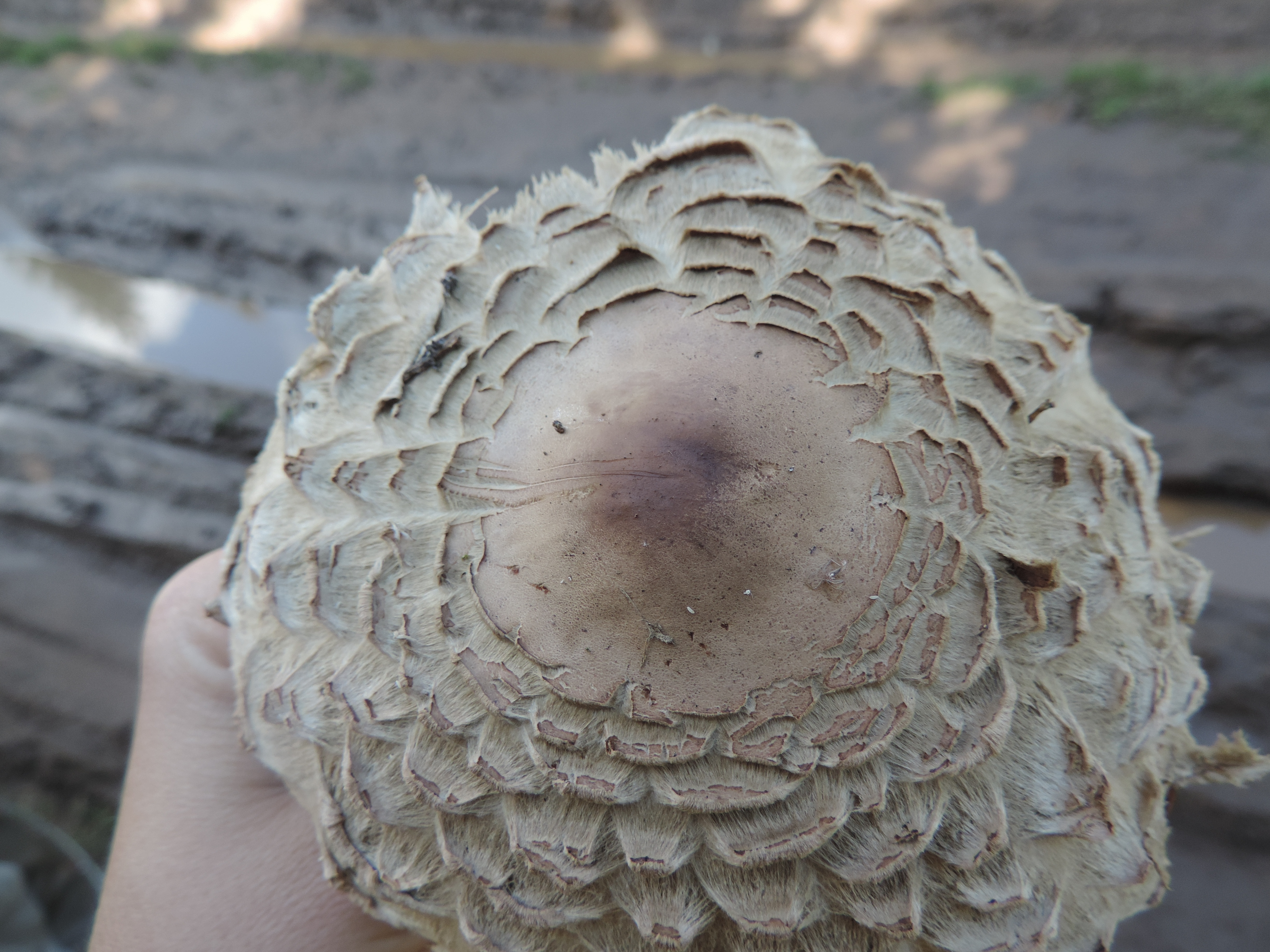
Detall del barret de la cogomella terrosa (Chlorophyllum olivieri)

## Descripció
Barret de fins a 15 cm de diàmetre, de subglobós fins a convex o estès; recobriment superficial desfet en grans esquames brunes que esdevenen bru grisoses i de color homogeni amb l'edat;disposades concèntricament, distants, de color uniforme, monocrom, similar al del fons fibril·lós.
Làmines de blanques a cremoses, lliures, distants de la cama, denses
Cama que sovint està ancorada fermament en el substrat; de fins a 18 cm de longitud i 1.5 cm de diàmetre), llisa, nua, sense esquames, blanca o blanquinosa; s'enfosqueix al frec, amb peu bulbós, gros, de fins a 3 cm de diàmetre, però no abruptament bulbós; anell doble, engruixit, lliure, mòbil, fibril·lós, en forma de collaret, blanc, persistent
Carn blanca, que en tallar-la pren un de color roig viu a roig safrà, més tard bru; olor i tast poc distintiu.

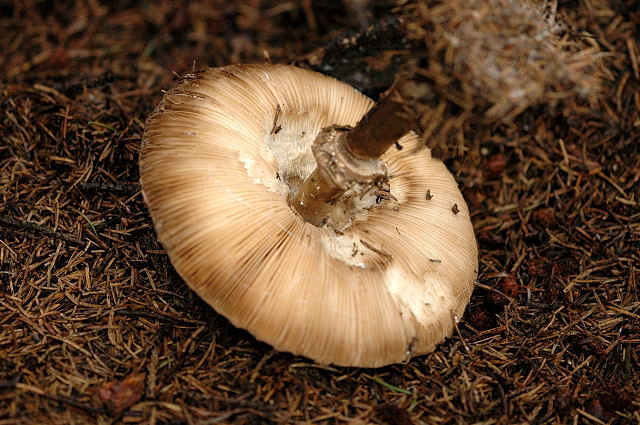
Detall de les làmines i l'anell de la cogomella terrosa (Chlorophyllum olivieri)

## Hàbitat
De finals de primavera a finals de tardor; des de solitària a colònies de nombrosos exemplars; en boscos de coníferes i planifolis de l'estadi subalpí, en prats adobats, munts de compost, virosta o fulles en descomposició

## Distribució geogràfica
Comú en zones temperades i boreals

## Espècies semblants
Si la carn envermelleix de manera evident i la cama és llisa, la cogomella esparracada es pot confondre amb: 
- La cogomella esparracada (Chlorophyllum rhacodes) té les esquames del barret en diferents tons de color bru, sobre un fons blanc a crema, que és clarament més pàl·lid que les esquames.[7]
- La cogomella de làmines verdes (Chlorophyllum molybdites)', de làmines madures tintades de verd per les espores.
- La cogomella de peu amb vora (Chlorophyllum brunneum), que té un anell simple, no doble i el bulb del peu emarginat.
- La cogomella esparracada d’anell senzill (Chlorophyllum venenatum)', que també podem diferenciar per l'anell.

Si el barret del bolet té menys de 10 cm de diàmetre i/o la cama té menys de 10 cm de longitud es pot confondre amb una cogomina, un bon nombre de les quals són tòxiques.

## Comestibilitat
No és comestible.